# Пащенко, Олег Геннадьевич
Олег Геннадьевич Пащенко (род. 1971) — российский медиа-художник, дизайнер, иллюстратор и поэт, преподаватель Британской высшей школы дизайна, Школы дизайна НИУ ВШЭ, призёр Каннских львов (2001).

## Биография
Родился 14 декабря 1971 года в Москве, учился в школе № 444. Не получил систематического художественного или дизайнерского образования. В 1994 году окончил с отличием ВМК МГУ, защитив дипломную работу на тему юнговской аналитической психологии.
С середины 1990-х годов сотрудничал с издательствами и небольшими компаниями как дизайнер и иллюстратор. С декабря 1999 по декабрь 2010 гг. работал в Студии Артемия Лебедева с 1999 дизайнером, с 2002 — арт-директором. Занимался веб-дизайном, анимацией, флэш-программированием, интерактивным сетевым искусством, иллюстрацией, книжным и музыкальным дизайном. Почти всё время работы в студии был, в числе прочего, основным дизайнером на проектах её долговременного клиента «Альфа-банка» (в качестве арт-директора с 2003 года; автор нескольких версий дизайна головного сайта банка).
После ухода из Студии преподаёт в Британской высшей школе дизайна (курс «дизайн в интерактивной среде»). Свой курс описывает как «сеансы интенсивной гештальт-терапии с применением Фотошопа», в рамках которого преподаватель вместе со студентами пытается понять современные подходы к медиа-искусству. Считает, что каждый может научиться выражать себя через искусство, так как «художество это естественная функция каждого человека, так как человек сотворён по образу и подобию Художника». Одновременно с преподаванием с февраля 2011 работал в студии f26. В ноябре 2012 года владелец студии F26 Александр Железный прекратил сотрудничество с Олегом. С октября 2013 года — преподаватель на Факультете дизайна Высшей школы экономики (в 2014 г. реорганизован в Школу дизайна НИУ ВШЭ).
Победитель Flash Film Festival New York (2005, номинация People’s Choice), обладатель Бронзового льва 48-го Международного фестиваля рекламы «Каннские львы» (2001, номинация «Cyber Lions»), международного звания «Macromedia Site Of the Day» (2000, за персональную страницу), звания «Человек года» сайта «Рамблер» (2001, номинация «Дизайн»), лауреат конкурса «Тенёта-1998» (номинация «Интерактивное и мультимедийное искусство» — за проект «Краткая история жизни на Луне» в соавторстве с Яниной Вишневской).
Как литератор участвовал в Первом всесоюзном (1991) и Втором всероссийском (1994) фестивалях молодой поэзии, Фестивале малой прозы имени Тургенева (1998), публиковался в альманахе «Вавилон», «Митином журнале» и др. Автор сборников «Узелковое письмо» (2002), в соавторстве с Яниной Вишневской «Искусство ухода за мертвецами» (2009) и «Они разговаривают» (2008).